# Colopha hispanica
Colopha hispanica är en insektsart som beskrevs av Nieto Nafría och Mier Durante 1987. Colopha hispanica ingår i släktet Colopha och familjen långrörsbladlöss. Inga underarter finns listade i Catalogue of Life.